# Leuctra signifera
Leuctra signifera är en bäcksländeart som beskrevs av Kempny 1899. Leuctra signifera ingår i släktet Leuctra och familjen smalbäcksländor.

## Underarter
Arten delas in i följande underarter:
- L. s. jahorinensis
- L. s. signifera